# Over & Over (SKOOPの曲)
「Over & Over」（オーヴァー・アンド・オーヴァー）は、日本のR&BグループSKOOP（現Skoop On Somebody）が1999年5月21日にリリースした通算7枚目のシングル。

## 概要
カップリングの「祈り」は元々クリスマス・ソングとして書かれ、Skoop On Somebodyとなってからも頻繁にライブで演奏されている。

## 収録曲
作詞・作曲・編曲：SKOOP
1. Over & Over
2. 祈り